# Echinogorgia ridleyi
Echinogorgia ridleyi is een zachte koraalsoort uit de familie Plexauridae. De koraalsoort komt uit het geslacht Echinogorgia. Echinogorgia ridleyi werd in 1910 voor het eerst wetenschappelijk beschreven door Nutting. 